# Bijzondere overeenkomsten (Nederland)
Bijzondere overeenkomsten, ook wel benoemde overeenkomsten genoemd, zijn die overeenkomsten die een eigen, bijzondere, regeling hebben in het Burgerlijk Wetboek.

## Burgerlijk Wetboek Boek 7
Burgerlijk Wetboek Boek 7 behandelt de volgende onderwerpen:
- titel 1 (art. 1-50): koop en ruil
- titel 1a (art. 50a-50i). overeenkomsten betreffende het gebruik in deeltijd, vakantieproducten van lange duur, bijstand en uitwisseling (bijv. timesharing)
- titel 2 (art. 51-55): financiëlezekerheidsovereenkomst
- Titel 2a (art. 57-83): consumentenkredietovereenkomsten
- titel 2b (art. 84-128c) goederenkrediet
- titel 2c (art. 129-129f) geldlening
- titel 2d (art. 130-140) overeenkomst van pandbelening
- titel 3 (art. 175-188): schenking
- titel 4 (art. 201-310): huur
- titel 5 (art. 311-399e): pacht
- titel 7 (art. 400-468): overeenkomst van opdracht: de overeenkomst waarbij de ene partij, de opdrachtnemer, zich jegens de andere partij, de opdrachtgever, verbindt anders dan op grond van een arbeidsovereenkomst werkzaamheden te verrichten die in iets anders bestaan dan het tot stand brengen van een werk van stoffelijke aard, het bewaren van zaken, het uitgeven van werken of het vervoeren of doen vervoeren van personen of zaken.
  - lastgeving
  - bemiddelingsovereenkomst
  - agentuurovereenkomst
  - overeenkomst inzake geneeskundige behandeling
- titel 7A (art. 500-513d): reisovereenkomst
- titel 7b (art. 514-551):betalingstransactie
- titel 9 (art. 600-609): bewaarneming
- titel 10 (art. 610-745): arbeidsovereenkomst
  - handelsvertegenwoordiger
  - uitzendovereenkomst
- titel 12 (art. 750-769): aanneming van werk
- titel 14 (art. 850-870): borgtocht
- titel 15 (art. 900-910): vaststellingsovereenkomst
- titel 16 (art. 911-922): franchise
- titel 17 (art. 925-986): verzekeringsovereenkomst
- titel 18 (art. 990-992): lijfrente

## Burgerlijk Wetboek Boek 7a
Burgerlijk Wetboek Boek 7a behandelt de volgende onderwerpen:
- titel 5A, afdeling 1: de koop op afbetaling
- titel 5A, afdeling 2: de huurkoop
- titel 9: de maatschap
- titel 13: de bruikleen
- titel 14: de verbruikleen
- titel 15: de gevestigde of altijddurende renten
- titel 16: de kans-overeenkomst

Boek 7a is een overblijfsel van het oude BW. De overeenkomsten die nu nog hier geregeld worden zullen op termijn worden overgebracht naar boek 7 en dan mogelijk worden gewijzigd en/of aangepast.

## Toepasselijkheid regeling
De wettelijke regels over een bijzondere overeenkomst zijn van toepassing als een overeenkomst voldoet aan de wettelijke omschrijving van een bijzondere overeenkomst. Partijen hoeven dus in de overeenkomst niet expliciet te vermelden dat het om bijvoorbeeld een koopovereenkomst gaat.
Gemengde contracten zijn een mengvorm van twee of meer benoemde contracten, al dan niet met sui generis aspecten. In het Nederlands (nieuw) Burgerlijk Wetboek heeft de gemengde overeenkomst een wettelijke regeling gekregen in art. 215 van boek 6 B.W., waarbij primair gekozen is voor de zogenaamde cumulatieleer (in tegenstelling tot de in de literatuur ontwikkelde absorptieleer en de sui-generisleer). Volgens de heersende cumulatieleer worden de relevante bepalingen naast elkaar toegepast, tenzij deze met elkaar onverenigbaar zijn. De rechter beslist in uiterste instantie over de uitleg van zo'n gemengde overeenkomst.
Een overeenkomst, die niet aan een van de wettelijke omschrijvingen van bijzondere overeenkomsten voldoet, noemt men een sui generis overeenkomst. Dit is Latijn voor eigensoortige overeenkomst.

## Geschiedenis
Een aantal bijzondere overeenkomsten kenden van oudsher een eigen wettelijke regeling. Zo bestond tot voor kort nog de Huurwet, waarin de huurovereenkomst was geregeld. Een groot deel van het huurrecht was al eerder overgebracht naar het BW, bij de laatste vernieuwing, per 1 augustus 2003, is ook het laatste restantje van de huurwet in het BW opgenomen. De pacht is in 2007 opgenomen in titel 7.5 van het Burgerlijk Wetboek.